# Barolo (wijn)

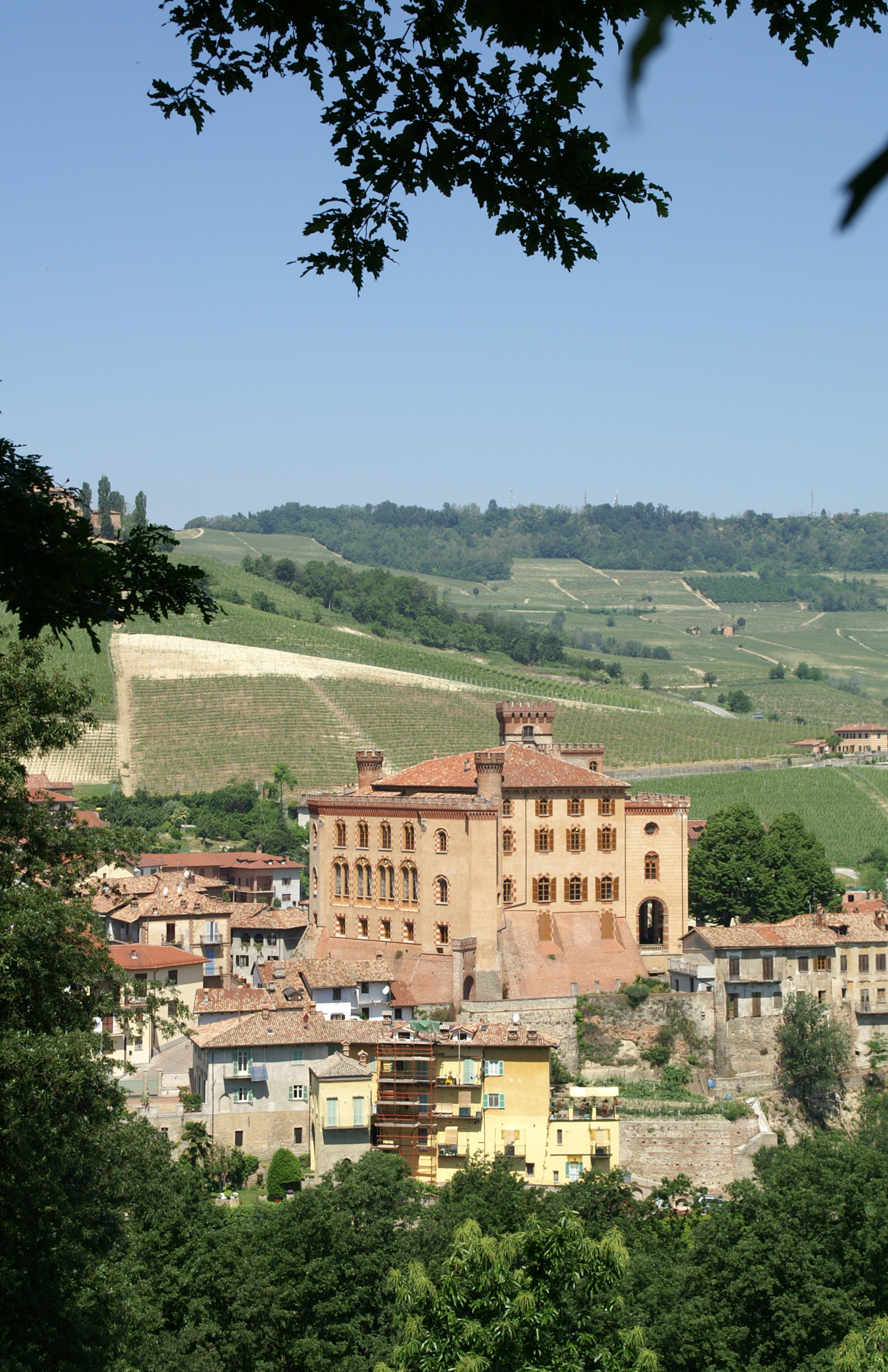
Barolo, het kasteel en dorp.

Barolo is een droge rode wijn uit het gelijknamige dorp of een van de omliggende dorpen in Piëmont, een Italiaanse wijnstreek ten zuiden van Turijn. Het wijnbouwgebied waar barolo gemaakt wordt, is ongeveer 1200 hectare groot. Een bijnaam van de wijn was al in 1860 "Wijn van koningen en koning van de wijnen". Barolo wordt gemaakt van de nebbiolo-druif. Met buurman Barbaresco en de Toscaanse Brunello di Montalcino wordt barolo vaak gerekend tot het trio beste rode wijnen van Italië.

## Kenmerken
Barolo ruikt naar teer, viooltjes en rozen. De wijn kan een oranjeachtige kleur krijgen als hij ouder wordt. Een traditioneel gemaakte barolo heeft een forse tanninestructuur en vraagt daarom lange rijping. De wijnjournalist Robert Parker beschouwt 1978, 1982, 1989, 1990 en 1996 als uitstekende jaren die nu gedronken kunnen worden. Een aantal producenten maakt tegenwoordig barolo die jong gedronken kan worden.

## Productie-eisen
Bij de invoering van het Italiaanse classificatiestelsel in 1980 kreeg barolo de hoogste classificatie: DOCG (Denominazione di Origine Controllata e Garantita; gecontroleerde en gegarandeerde herkomstbenaming). Een barolowijn moet daarvoor aan de volgende kwalificaties voldoen:
1. De wijngaard waaruit de druiven waarvan de wijn wordt gemaakt, moet liggen binnen het aangewezen areaal.
2. De wijn moet voor 100% van de nebbiolodruif gemaakt worden.
3. Alcoholpercentage minimaal 13%.
4. Minimaal twee jaar houtrijping; de wijn mag pas drie jaar na de oogst worden vrijgegeven.

Naast deze eisen aan de gewone barolo, bestaan nog de volgende eisen voor aanvullende aanduidingen op het etiket:
- Barolo riserva, drie jaar houtrijping, mag pas vier jaar na de oogst worden vrijgegeven.
- Barolo riserva special, vier jaar houtrijping, mag pas vijf jaar na de oogst worden vrijgegeven.